# Miloslav Mečíř
Miloslav Mečíř (Bajmóc, 1964. május 19. –) szlovák hivatásos teniszező. Legnagyobb sikere az 1988-as szöuli olimpia férfi egyes versenyének megnyerése. Ugyanitt Milan Šrejber oldalán párosban bronzérmet szerzett. Karrierje során két Grand Slam-döntőt játszott, mindkétszer honfitársától, Ivan Lendltől kapott ki. Karrierje során 11 egyéni és 9 páros ATP-tornát nyert meg. Legjobb helyezése a világranglistán a 4. volt.
Egyedi, nyugodt játékstílusa sok ellenfelét frusztrálta, különösen a svéd játékosok nem szerettek ellene játszani. Karrierjét mindössze 26 évesen kényszerült abbahagyni, hátsérülés miatt.

## Grand Slam-döntői

### Egyéni

#### Elvesztett döntői (2)
| Év   | Helyszín        | Ellenfél a döntőben | Eredmény a döntőben |
| 1986 | US Open         | Ivan Lendl          | 4-6, 2-6, 0-6       |
| 1989 | Australian Open | Ivan Lendl          | 2-6, 2-6, 2-6       |